# 達尼埃萊·卡佩里
達尼埃萊·卡佩里（義大利語：Daniele Capelli；1986年6月20日—）是一位意大利足球運動員。在場上的位置是後衛。他現在效力於意大利足球甲級聯賽球隊亞特蘭大足球俱樂部。